# Thelma Ruby
Thelma Ruby   (Leeds, 23 de març de 1925), també coneguda com Thelma Frye, és una actriu anglesa.

## Trajectòria
Ruby va néixer com Thelma Wigoder en Chapel Allerton a Leeds. Es va criar en una família jueva ortodoxa a Leeds. La seva mare, Ruby, era actriu;  el seu pare, Louis, de Lituània, era dentista.   es va evacuar amb la seva mare als Estats Units durant la Segona Guerra Mundial, en el Finch College de la ciutat de Nova York. Després de tornar a Gran Bretanya en 1944, Thelma es va unir a l'Associació de Servei Nacional d'Entreteniment i va actuar per a les tropes britàniques.
En 1958, va debutar en l'obra de Bernard Kops, The Hamlet of Stepney Green, en el Lyric Theatre, Hammersmith a Londres, amb Harold Lang, John Fraser, John Barrard i George Selway també en el repartiment. També va tenir un paper en la pel·lícula britànica Live Now, Pay Later en 1962. Els seus papers en el teatre del West End van incloure el de Golde en El violinista en la teulada al costat de Chaim Topol en 1984. En 1996 va aparèixer en Coronation Street d'ITV com Lily Dempsey, una amiga de Phyllis Pearce.
En 1980, ella i el seu marit, Peter Frye, van actuar en l'obra Momma Golda sobre la vida de Golda Meïr, la primera i única dona Primera Ministra d'Israel. En 2018, a l'edat de 93 anys, va interpretar extractes de Momma Golda en un espectacle unipersonal en el King's Head Theatre de Londres. En 2017 va interpretar a Alice en la comèdia d'ITV Bad Move. En 2024, va aparèixer en la pel·lícula Back to Black sobre Amy Winehouse.

## Vida personal
Ruby, que viu a Wimbledon, Londres  i és membre de la Sinagoga de Wimbledon,  va estar casada amb l'actor canadenc Peter Frye des de 1970 fins a la seva mort en 1991. Té una fillastra del primer matrimoni de Peter Frye.
Ruby va criticar públicament la tala d'arbres proposada i l'ampliació del lloc del campionat de tennis de Wimbledon en 2024, prop del qual viu.

## Obra publicada
- Ruby-Frye, Thelma; Frye, Peter (1997) Double or Nothing: Two Lives in the Theatre. The Autobiography of Thelma Ruby and Peter Frye. Janus Publishing Company, 336 p. ISBN 9781857562149